# Cryptax
Cryptax is een geslacht van sponsdieren uit de klasse van de Demospongiae (gewone sponzen).

## Soort
- Cryptax orygmi de Laubenfels, 1954